# Anne Spielberg
Pour les articles homonymes, voir Spielberg.
Anne Spielberg, née le 25 décembre 1949 à Philadelphie (Pennsylvanie), est une scénariste et productrice américaine. Elle est la sœur du cinéaste Steven Spielberg et elle a travaillé longtemps au sein de la société de production de celui-ci, Amblin Entertainment. Elle est principalement connue pour l'écriture du scénario du film Big (1988), pour lequel elle a reçu une nomination aux Oscars.

## Filmographie

### Cinéma

#### Scénariste
- 1988 : Big
- 1998 : Small Soldiers (non créditée)

#### Productrice
- 1964 : Firelight
- 1968 : Amblin'
- 1988 : Big

## Distinctions

### Récompenses
- Saturn Award 1990 : Saturn Award du meilleur scénario pour Big

### Nominations
- Oscars 1989 : Oscar du meilleur scénario original  pour Big
- Prix Hugo 1989 : Meilleur film pour Big
- Writers Guild of America Award 1989 : Meilleur scénario original pour Big